# Alloeotomus gothicus
Alloeotomus gothicus – gatunek pluskwiaka z podrzędu różnoskrzydłych, rodziny tasznikowatych (Miridae) i podrodziny Deraeocorinae. Jeden z dwóch przedstawicieli rodzaju Alloeotomus występujący w Polsce.

## Budowa ciała
Owad ma ciało długości od 5 do 6 mm o wyraźnym punktowaniu oraz pokryte gęstymi jasnymi włoskami. Ciało ubarwione jest brązowoczerwono lub szarawo i posiada kształt owalny do lekko wydłużonego. Przedplecze ubarwione żółto lub czerwonawo. 

## Biologia
Pluskwiak ten jest drapieżnikiem polującym na drobne owady. Występuje najczęściej na sosnach, czasem na innych gatunkach drzew iglastych. Ma jedno pokolenie rocznie, a zimują jaja. Owady dorosłe pojawiają się w lipcu i sierpniu.

## Występowanie
Występuje w wielu krajach Europy oraz w azjatyckiej Turcji. W Polsce pospolity na terenie całego kraju.